# Мала-Весь-Дольна
Мала-Весь-Дольна (пол. Mała Wieś Dolna) — село в Польщі, у гміні Сулікув Зґожелецького повіту Нижньосілезького воєводства.
Населення — 165 осіб (2011).
У 1975-1998 роках село належало до Єленьоґурського воєводства.

## Демографія
Демографічна структура станом на 31 березня 2011 року:
|          | Загалом | Допрацездатний вік | Працездатний вік | Постпрацездатний вік |
| -------- | ------- | ------------------ | ---------------- | -------------------- |
| Чоловіки | 87      | 15                 | 63               | 9                    |
| Жінки    | 78      | 12                 | 47               | 19                   |
| Разом    | 165     | 27                 | 110              | 28                   |

## Галерея

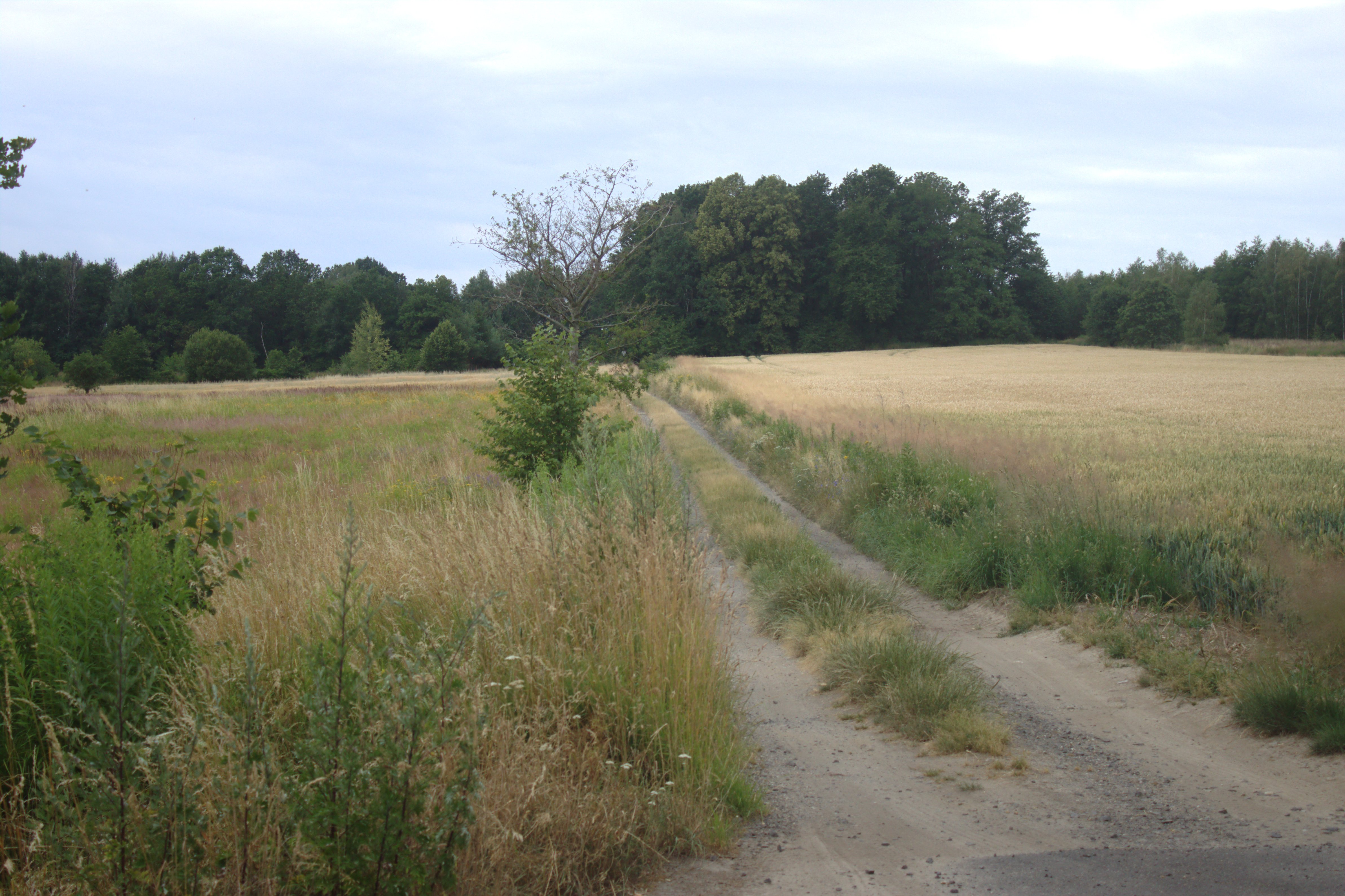
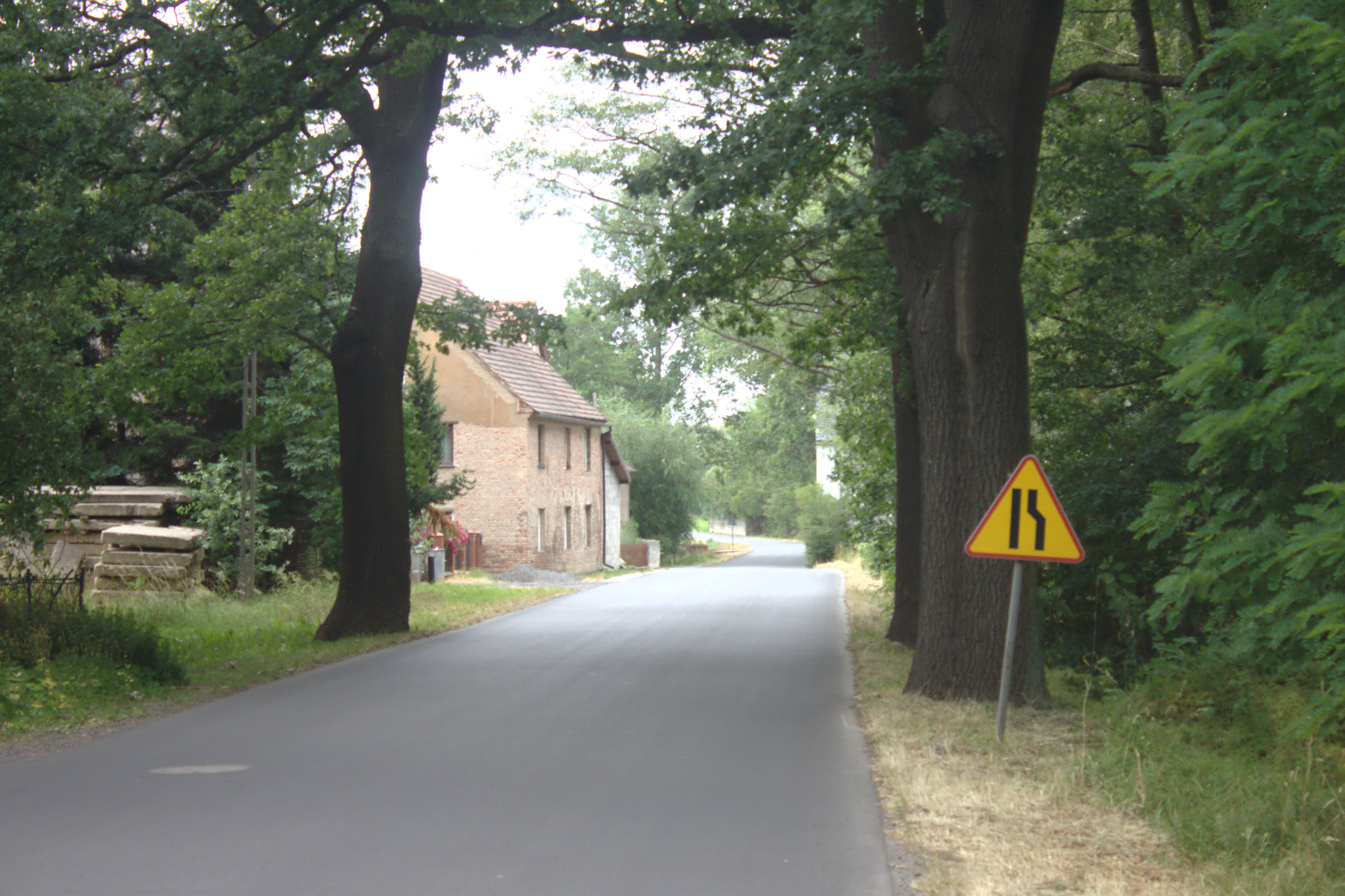
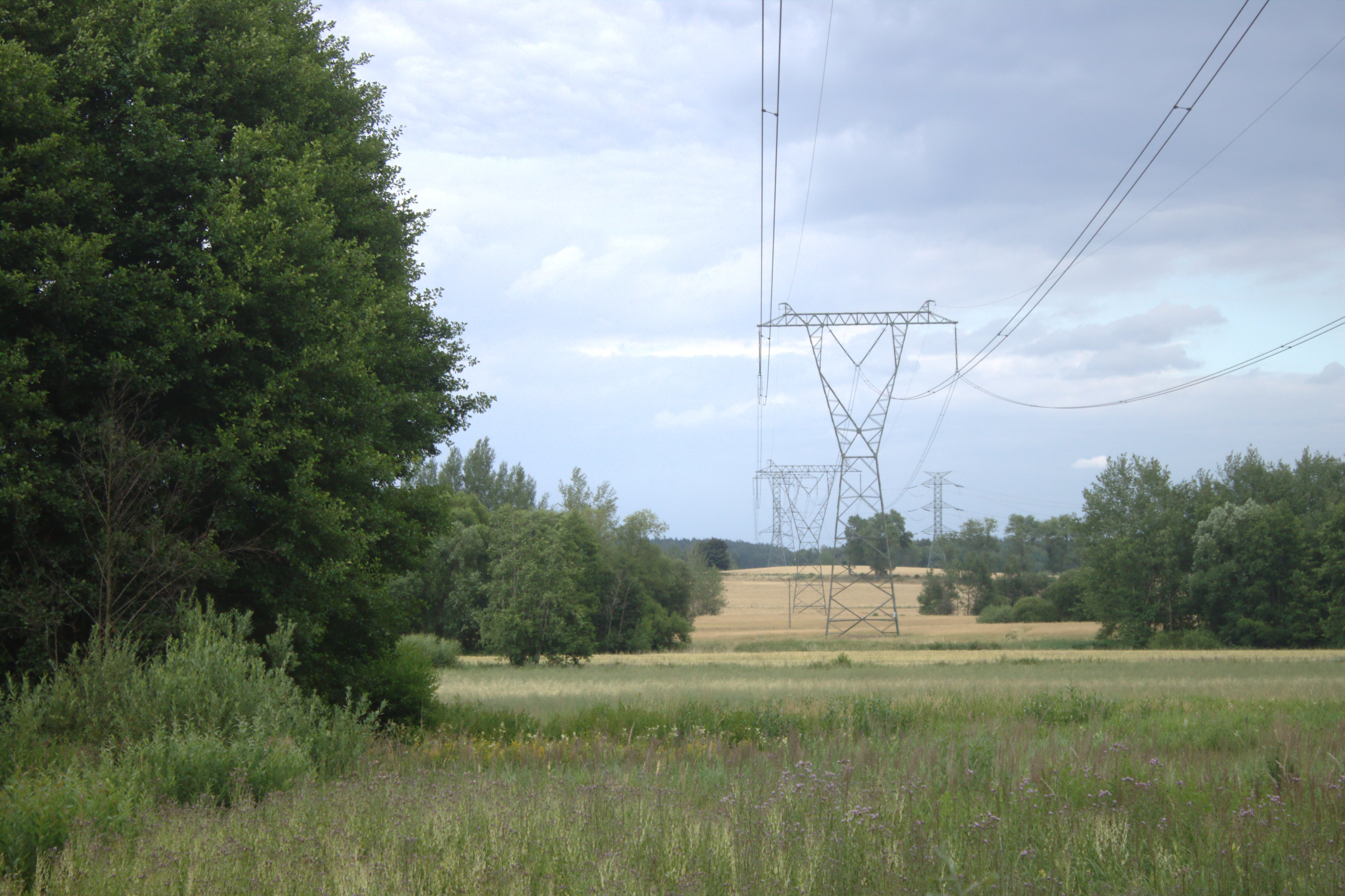